# 小針晛宏
小針 晛宏（こはり あきひろ、1931年1月1日 - 1971年11月21日）は日本の数学者。

## 人物・来歴
京都府生まれ。京都府立山城高等学校から京都大学理学部を卒業。在学中は広中平祐らと共に機関紙『EOUS』の編集に携わる。『数学セミナー』、『大学への数学』等に投稿を重ねた。1960年、京都大学理学部博士課程修了。京都大学理学部助手を経て、同大教養部助教授。在任中の1971年没。

京大全共闘の支持者で、以下のような詩を書き残している。全共闘＝過激派系の京大新聞六九年四月七日号に掲載された「学問とは何かーハレンチな真実の叫び」と題する記事の一節である。
―ある自由の女神の独白―

教養部は大学の下半身ね。陽の当たらぬ場所、ゲットー、むさくるしい恥部ね。でも同時にだからこそ、愛と創生の局所。それを覆いかくしているバリケードはだからまさにパンティ。むりやりに、暴力で取り除かれるのはスカタないけどさ、自分で脱げって仰言るの、奥田センセアライヤダ、エッチでも暑くなって来たら、風通しのいいノーパンティにしようかな。それは、だアれにも言えない、わたしのヒミツ。フフフ。　(「京大闘争-京大神話の崩壊-京大新聞社編　京大全共闘協力」　三一書房　1969年6月15日発行第一版　366ページ「学問とは何か」ーハレンチな真実の叫び　教養部助教授　小針 晛宏）より　　　　　　　　　　　　　　　　　　　　

## 著書
- 『デバグ数学セミナ』学生社、1969年11月。
- 『対話・現代数学入門　すべての人に数学を』講談社〈ブルーバックス〉、1970年。
  - 『すべての人に数学を　対話・現代数学入門』日本評論社、1998年9月。ISBN 4-535-78265-2。
- 『確率・統計入門』岩波書店、1973年。
- 『数学の七つの迷信』東京図書、1975年。
  - 『数学の七つの迷信』森毅編、東京図書、1986年6月。ISBN 4-489-00172-X。
- 『数学I・II・III…∞　高校からの数学入門』日本評論社、1996年6月。ISBN 4-535-78232-6。（『デバグ数学セミナ』のリファイン版）

### 翻訳
- L. シュヴァルツ『解析学』 3巻、東京図書、1970年。
  - L. シュヴァルツ『解析学』 7巻、東京図書、1971年。
  - L. シュヴァルツ『解析学』東京図書、1985年10月。ISBN 4-489-00161-4。
- ブルバキ『位相線型空間 第1』小針晛宏訳、東京図書〈ブルバキ数学原論 第20〉、1968年。
  - ブルバキ『位相線型空間 第2』小針晛宏・清水達雄訳、東京図書〈ブルバキ数学原論 第21〉、1970年。
  - ブルバキ『位相線型空間 要約』小針晛宏訳、東京図書〈ブルバキ数学原論 第22〉、1968年。
  - ブルバキ『数学原論』東京図書〈第2期〉、1986年10月。ISBN 4-489-00201-7。